# Parc national de Sanriku Fukkō
Le parc national de Sanriku Fukkō (三陸復興国立公園, Sanriku Fukkō Kokuritsu Kōen) est un parc national japonais situé sur l'île d'Honshū. Créé le 24 mai 2013, le parc couvre une superficie de 28 537 ha le long de la côte de Sanriku.

## Histoire
Ce parc national a été créé après le séisme de 2011 de la côte Pacifique du Tōhoku. Il est issu de la fusion du parc national de Rikuchūkaigan et du parc quasi national de Minami-Sanriku Kinkazan.

## Sites d'intérêt

### Lieux de beauté pittoresque
| Lieu                                          | Municipalité  | Image | Coordonnées                   | Critères de désignation |
| --------------------------------------------- | ------------- | ----- | ----------------------------- | --- |
| Takata-matsubara 高田松原 (Takata-matsubara)  | Rikuzentakata |       | 38° 59′ 59″ N, 141° 37′ 30″ E | 3/ Floraison arbres, herbe à fleurs, couleurs automnales, arbres verts et autres lieux de croissance dense 8/ Dunes de sable, cordons de littoral, bords de mer, îles |
| Plage de Jōdoga 浄土ヶ浜 (Jōdogahama)         | Miyako        |       | 39° 38′ 42″ N, 141° 58′ 54″ E | 8/ Dunes de sable, cordons de littoral, bords de mer, îles |
| Côte de Goishi 碁石海岸 (Goishi-kaigan)       | Ōfunato       |       |                               | 7/ Lacs, marais, marécages, îles flottantes, sources |
| Côte de Tanesashi 種差海岸 (Tanesashi-kaigan) | Hachinohe     |       | 40° 30′ 49″ N, 141° 36′ 06″ E | 4/ Lieux habités par les oiseaux et les animaux sauvages, poissons/insectes et autres 8/ Dunes de sable, cordons de littoral, bords de mer, îles                      |